# Cirsium tuberosum

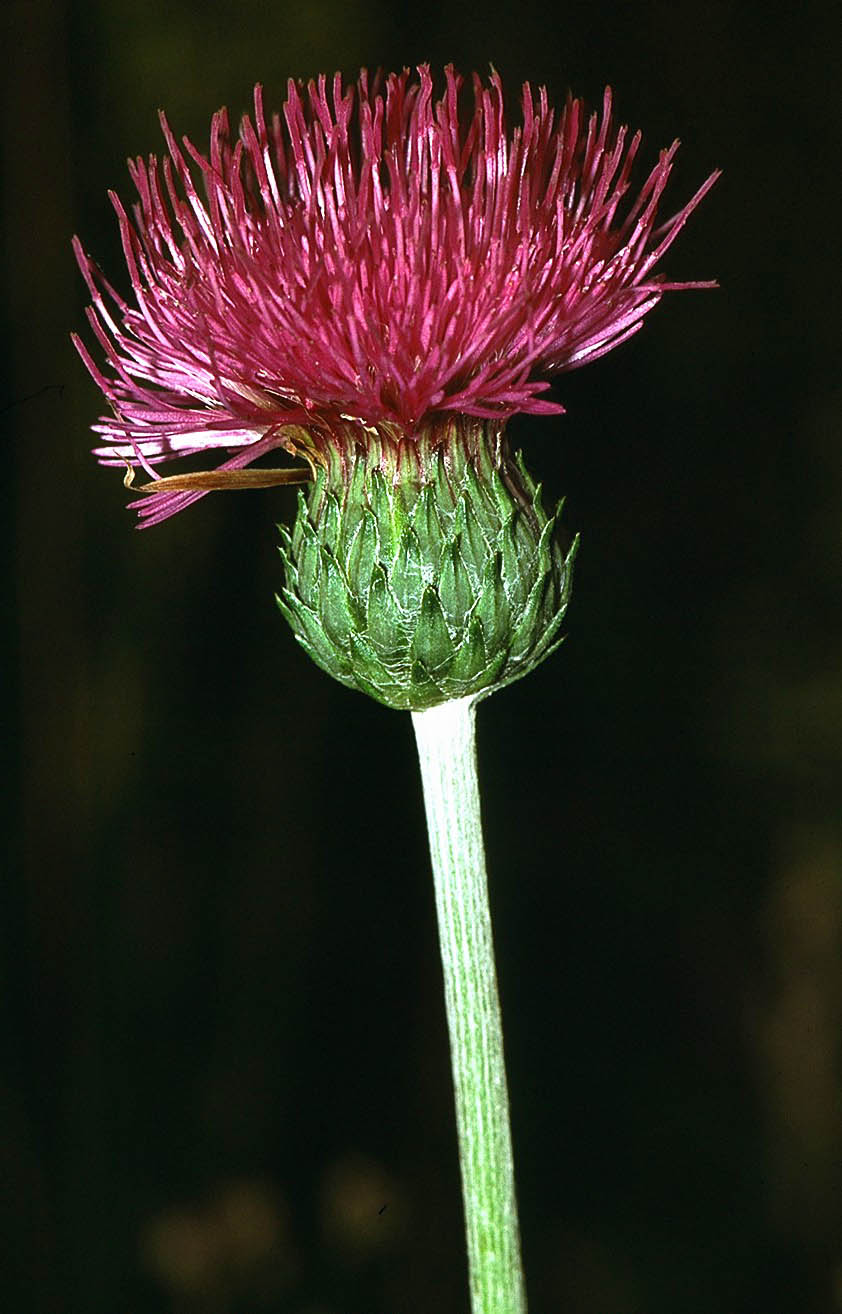
Flor.

Cirsium tuberosum es una planta herbácea de la familia Asteraceae nativa del centro de Europa donde crece en zonas húmedas.

## Descripción
Es una planta herbácea con hojas lobuladas y espinosas con flores tuberosas terminales en tallo erecto que alcanza 40-140 cm de altura y la inflorescencia en capítulo de hasta 4 cm de diámetro.

## Taxonomía
Cirsium tuberosum fue descrita por (Carlos Linneo) All. y publicado en Flora Pedemontana 1: 151. 1785.
Etimología
Cirsium: nombre genérico que deriva de la palabra latina cirsĭŏn, -ĭi —del griego χιρσός, -ον, varices—  vocablo que usa Plinio el Viejo (Naturalis Historia, 27, 61) para identificar un cardo que se utiliza para el tratamiento de este tipo de dolencia. En los tiempos modernos, el botánico francés Tournefort (1656 - 1708) ha derivado el nombre Cirsium.
tuberosum: epíteto latino que significa "tuberoso".
Sinonimia
- Carduus bulbosus Lam.
- Carduus gouanii Steud.
- Carduus medius Steud.
- Carduus pedemontanus Pers.
- Carduus tuberosus L.
- Cirsium brunneri Nyman
- Cirsium bulbosum (Lam.) DC.
- Cirsium inclinatum Lam.
- Cirsium inerme G.Don
- Cirsium tuberosum subsp. bulbosum (Lam.) Sudre
- Cirsium zizianum
- Cnicus gouanii Willd.
- Cnicus tuberosus (L.) Roth
- Cynara tuberosa Stokes[3]